# Sveinung Nygaard
Sveinung Nygaard (geboren in Bergen, Norwegen) ist ein norwegischer Komponist und Musikproduzent. Er komponiert Filmmusik, Musik für Cartoon-Serien, Soundscapes, Klanginstallationen und Musik für Werbevideos und betreibt in Göteborg eine Musikproduktionsfirma.

## Leben
Nygaard absolvierte ein Musikstudium an der Høgskulen på Vestlandet in Bergen und an der Jönköping University, studierte Filmkomposition am Lillehammer University College
und Audioproduktion an der University of Westminster
Von 2004 bis 2013 lebte er in London, arbeitete an Musikprojekten in Großbritannien und an Filmprojekten und Klanginstallationen in Dubai und Qatar. Er komponierte die Musik für eine Reihe von englischen und norwegischen Fernsehserien sowie für Fernsehserien der Vereinigten Emirate. U. a. schrieb er die Eröffnungsmusik für das Dubai International Film Festival 2011 und einen Song für die Handballweltmeisterschaft in Doha.
Nygaard wurde für die Filmmusik des Dokumentarfilms The Lost Leonardo von Andreas Koefoed für den International Documentary Association-Award 2022 nominiert.